# Anyphaena dixiana
Anyphaena dixiana är en spindelart som först beskrevs av Chamberlin och Angus Munn Woodbury 1929.  Anyphaena dixiana ingår i släktet Anyphaena och familjen spökspindlar. Inga underarter finns listade i Catalogue of Life.